# Si sente il mare
Si sente il mare (海がきこえる?, Umi ga kikoeru) è un film di animazione del 1993 diretto da Tomomi Mochizuki.
La pellicola, prodotta dallo Studio Ghibli, nasce come un film per la televisione giapponese, ed ha per soggetto l'omonimo romanzo della scrittrice Saeko Himuro.

## Trama
A Kōchi, nell'isola di Shikoku, le vite di tre giovani liceali (due ragazzi e una ragazza) si intrecciano in una specie di "triangolo di sentimenti". Taku Morisaki e Yutaka Matsuno sono grandi amici, mentre Rikako Muto, giunge ad anno scolastico già avviato, da Tokyo. 
Rikako, bella e brava sia a scuola che nelle attività sportive, si integra poco con le altre ragazze. Matsuno se ne innamora perdutamente ma non riesce ad esprimere i suoi sentimenti. In una gita scolastica alle Hawaii Rikako chiede un ingente quantitativo di denaro a Taku, praticamente senza conoscerlo, e il ragazzo accetta.
Tornati a Kochi, dopo un po' di tempo, Rikako si accorda con un'amica per andare ad un concerto ma poi le svela un piano segreto che prevede di andare a Tokyo in aereo. La ragazza si impaurisce e chiede aiuto a Taku, coi soldi del quale, a quanto pare, stavano per partire. Taku irrompe in aeroporto e, liberata l'amica dall'imbarazzo, ne prende il posto andando lui a Tokyo. Taku accompagna così Rikako dal padre. Un incontro difficile nel quale il ragazzo viene risarcito del suo credito, ma la ragazza esce delusa, con il padre che sembra aver chiuso con la famiglia. Taku e Rikako approfondiscono la conoscenza e, tra i due, nasce anche una certa intimità quando per una notte dormono nella stessa camera, lei sul letto, lui nella vasca da bagno.
Tornati a Kochi, Rikako ignora Taku sebbene i due comincino ad essere chiacchierati, tanto che lo stesso Matsuno chiede chiarimenti all'amico. Taku minimizza ma poi ha uno scontro verbale e fisico con Rikako, rea secondo lui di non aver taciuto sul loro viaggio a Tokyo. 
Nei preparativi di fine anno Rikako è sempre più distante dalle compagne e Taku, che ne è involontariamente testimone, lo interpreta come una grande dimostrazione di personalità, mentre Matsuno lo rimprovera fino a mettergli le mani addosso per non averla difesa.
Finita la scuola superiore, ogni ragazzo prende la propria strada in università diverse. Curiosamente Taku va a Tokyo mentre Rikako resta a Kochi. Alla rimpatriata tra diplomati del liceo ci sono tutti tranne proprio Rikako. Taku cercava proprio lei ed è rincuorato quando l'unica ragazza che l'ha vista, dice che Rikako era andata a Tokyo affermando di voler incontrare un ragazzo cui piace dormire in una vasca da bagno.
Tornato a Tokyo, Taku, ormai certo del proprio amore per Rikako, la intravede in una stazione ferroviaria. Corre per incontrarla prima che il suo treno parta. Arrivato troppo tardi sta per disperarsi, ma poi si accorge che lei, che lo aveva visto, è ancora lì perché non ha preso il treno per aspettarlo.

## Personaggi
- Taku Morisaki, doppiato da Raffaele Carpentieri.
- Yutaka Matsuno, doppiato da Flavio Aquilone.
- Rikako Muto, doppiata da Erica Necci.
- Shimizu, doppiato da Joy Saltarelli.
- Yumi Koama, doppiata da Eva Padoan.
- Padre di Rikako, doppiato da Enzo Avolio.
- Preside, doppiato da Ermanno Ribaudo.
- Kawamura, doppiato da Mauro Magliozzi.
- Cuoco, doppiato da Guido Sagliocca.
- Yamamoto, doppiato da Ezio Conenna.

## Produzione
Il film, anche se prodotto da Isao Takahata, è il primo anime dello Studio Ghibli non diretto dai due fondatori Miyazaki o Takahata. Il film aveva alla regia l'allora trentaquattrenne Tomomi Mochizuki, ed era il tentativo di produrre anime con la collaborazione esclusiva dai giovani membri del personale dello studio, per lo più tra i 20 e i 30 anni, per ottenere prodotti di qualità in modo rapido ed economico, anche se alla fine i tempi ed i costi andarono oltre le previsioni, tanto da indurre la dirigenza a non ripetere più un simile esperimento.
La produzione di Si sente il mare è stata supervisionata dallo Studio Ghibli, ma gran parte della animazione è stata realizzata con l'assistenza di J.C.Staff, Madhouse e Oh! Production, che avevano già collaborato con Ghibli in altri progetti.

## Distribuzione
Il film, andato in onda su TV Asahi il 5 maggio 1993, fu anche proiettato nei cinema il 25 dicembre dello stesso anno per sfruttare la ricorrenza del Natale, che in Giappone per la maggioranza non cristiana è assimilato a una sorta di festa di San Valentino.
In Italia è stato distribuito direttamente in home video il 23 marzo 2016 da Lucky Red.

## Accoglienza

### Critica
Sull'aggregatore di recensioni Rotten Tomatoes ottiene l'89% delle recensioni professionali positive, con un voto medio di 6,60 su 10 basato su 18 critiche, mentre su Metacritic ha un punteggio di 73 su 100 basato su 4 recensioni.